# Tratatul de la Bahcisarai
Tratatul de la Bahcisarai a fost semnat în Bahcisarai după Războiul Ruso-Turc (1676-1681) la 3 ianuarie 1681 de către Imperiul Rus, Imperiul Otoman și Hanatul Crimeei. Părțile au fost de acord cu un armistițiu de 20 de ani și au acceptat râul Nipru ca linie de demarcație între Imperiul Otoman și teritoriul Moscovei. Au convenit să nu să se stabilească pe teritoriul dintre râurile Bugul de Sud și Nipru. După semnarea tratatului, hoardele Nogai au continuat de a trăi ca nomazi în stepele din sudul Ucrainei, în timp ce cazacii și-au păstrat dreptul de a pescui pe Nipru și afluenții săi și să navigheze pe Marea Neagră. Sultanul a recunoscut suveranitatea Moscovei în regiune Ucrainei de pe malul stâng al Niprului și în domeniul cazacilor zaporojeni, în timp ce partea de sud a regiunii Kiev, regiunea Brațlav și Podolia au rămas sub control otoman.
În ciuda tratatului, Rusia s-a alăturat unei coaliții europene împotriva Imperiului Otoman în 1686.